# Balanced-Innovation-Card-Kennzahlensystem
Dieser Artikel wurde aufgrund inhaltlicher und/oder formaler Mängel auf der Qualitätssicherungsseite des Portals Wirtschaft eingetragen. 
Du kannst helfen, indem du die dort genannten Mängel beseitigst oder dich an der Diskussion beteiligst.
Die Balanced Innovation Card (BIC) ist ein Modell zur Planung und Kontrolle von Projekten im Innovationsmanagement. Dieses Modell stellt eine Modifizierung der Balanced Scorecard (BSC) dar, welche bei der Strategieimplementierung und bei der Erreichung von Unternehmenszielen unterstützt.
Der Einsatz einer BIC führt zu einer ganzheitlichen Betrachtung des Innovationsmanagements und hat die effiziente Gestaltung des gesamten Innovationsmanagements zum Ziel. Den Rahmen für dieses Modell setzt die durch das Management festgelegte Innovations- oder Unternehmensstrategie. Gleich dem Balanced-Scorecard-Ansatz bestimmen die Ursache-Wirkungs-Beziehungen auch das BIC-Modell. Dabei ist die BIC insbesondere für das Innovationsmanagement mittelständischer Unternehmen konzipiert. Der BIC-Ansatz setzt die Bestimmung von vier Perspektiven und der dafür notwendigen, vier strategischen Ziele voraus, welche aus der Strategieausrichtung abgeleitet werden. Durch die Festlegung von entsprechenden Kennzahlen wird die Messbarkeit der vorgegebenen Ziele erreicht.
Das Grundmodell einer BIC umfasst die folgenden vier Perspektiven: 
- Innovationskultur
- Innovationsressourcen
- Innovationsprozess
- Innovationsoutput

Die Perspektiven des Grundmodells können in der Praxis ausgetauscht werden, da die individuellen Ziele und Kennzahlen auf das jeweilige Unternehmen abgestimmt werden müssen.
Die verschiedenen strategischen Ziele innerhalb der vier Perspektiven einer BIC sowie die dazugehörigen Kennzahlen werden in der nachfolgenden Tabelle dargestellt.
| Strategische Ziele „Innovationskultur“                                | Kennzahlen                                                                               |
| --------------------------------------------------------------------- | ---------------------------------------------------------------------------------------- |
| Signalisierung der Bedeutung von Innovationen durch Führungsverhalten | Meilensteinentscheidung mit Teilnahme der Führung/Meilensteinentscheidung im Unternehmen |
| Förderung des innovativen Denkens der MA                              | Anzahl eingereichter Ideen pro MA                                                        |
| Förderung der internen Kommunikation                                  | Durchschnittliche Nutzung der Informationssysteme                                        |
| Förderung interdisziplinärer Projektstrukturen                        | Vertretene Abteilungen im Projektteam                                                    |

| Strategische Ziele „Innovationsressourcen“                      | Kennzahlen                                                                        |
| --------------------------------------------------------------- | --------------------------------------------------------------------------------- |
| Erhöhung der Mitarbeiterverfügbarkeit                           | Anzahl Beschäftigte im Innovationsmanagement / Anzahl Beschäftigte im Unternehmen |
| Verbesserung der Qualifikation der MA                           | Anzahl der Weiterbildungsmaßnahmen zum Thema „Innovationsmanagement pro MA“       |
| Erhöhung des für Innovationen zur Verfügung gestellten Kapitals | Kosten des Innovationsmanagements / gesamte Kosten des Unternehmens               |
| Intensivierung der Zusammenarbeit im Netzwerk                   | Anzahl der Kooperationspartner                                                    |

| Strategische Ziele „Innovationsprozess“         | Kennzahlen                                                                                       |
| ----------------------------------------------- | ------------------------------------------------------------------------------------------------ |
| Frühzeitige Kundenorientierung                  | Anzahl Kundengespräche vor Konzeptentwicklung / Anzahl Kundengespräche bis Markteinführung       |
| Reduzierung der Innovationsdauer                | Durchschnittliche Projektdauer                                                                   |
| Optimierung des Markteinführungs-zeitpunktes    | Anzahl termingerecht beendete Arbeitspakete / Anzahl Arbeitspakete bis Markteinführung           |
| Optimierung der Bewertungs- und Auswahlprozesse | Anzahl abgebrochener Ideen vor Konzeptumsetzung / Anzahl abgebrochener Ideen bis Markteinführung |

| Strategische Ziele „Innovationsoutput“ | Kennzahlen                                                                                                |
| -------------------------------------- | --- |
| Erhöhung der Kundenzufriedenheit       | Befragungsergebnis                                                                                        |
| Steigerung der Innovationseffizienz    | Barwert der Umsatzerlöse mit neuen Produkten im Jahr n / Barwert der Auszahlungen für Innovationsprojekte |
| Steigerung der Innovationsrate         | Gewinn mit neuen Projekten im Jahr n / Unternehmensgewinn im Jahr n                                       |
| Steigerung des Innovationserfolgs      | Anzahl erfolgreicher Produktinnovationen / Anzahl Produktinnovationen                                     |